# Boshi
Boshi ist eine neologische Wortschöpfung für „Häkelmütze“. In Anlehnung an den japanischen Begriff bōshi für „Mütze, Hut“ bezeichnen insbesondere Jugendliche damit eine selbstgehäkelte Mütze. Dabei kann im weiteren Sinn auch eine gekaufte Mütze gemeint sein, solange sie aus Handarbeitsfertigung stammt.

## Trend
Der Auslöser des Trends waren zwei fränkische Studenten, Thomas Jaenisch und Felix Rohland, die 2009 nach einem Skiurlaub begonnen hatten, selbstgehäkelte Mützen in trendigen Farben zu verkaufen.
Jeder Anfänger ist mit Hilfe der zahlreichen Anleitungsbücher in der Lage, sich in kurzer Frist seine individuelle Mütze zu erhäkeln. In Spielwarenläden werden einfache Starterboxen mit Wolle, Anleitung und Nadeln angeboten. Das meistverkaufte Handarbeitsbuch 2012 war ein Boshi-Häkelbuch.

## Trivia
Eine Nebenwirkung des Boshi-Booms schilderte die Lehrerin einer Schule für Schwererziehbare: „Das ist verrückt – die größten Chaoten, die sich sonst nur prügeln, sitzen auf einmal ganz ruhig und häkeln.“